# Oliver Selfridge

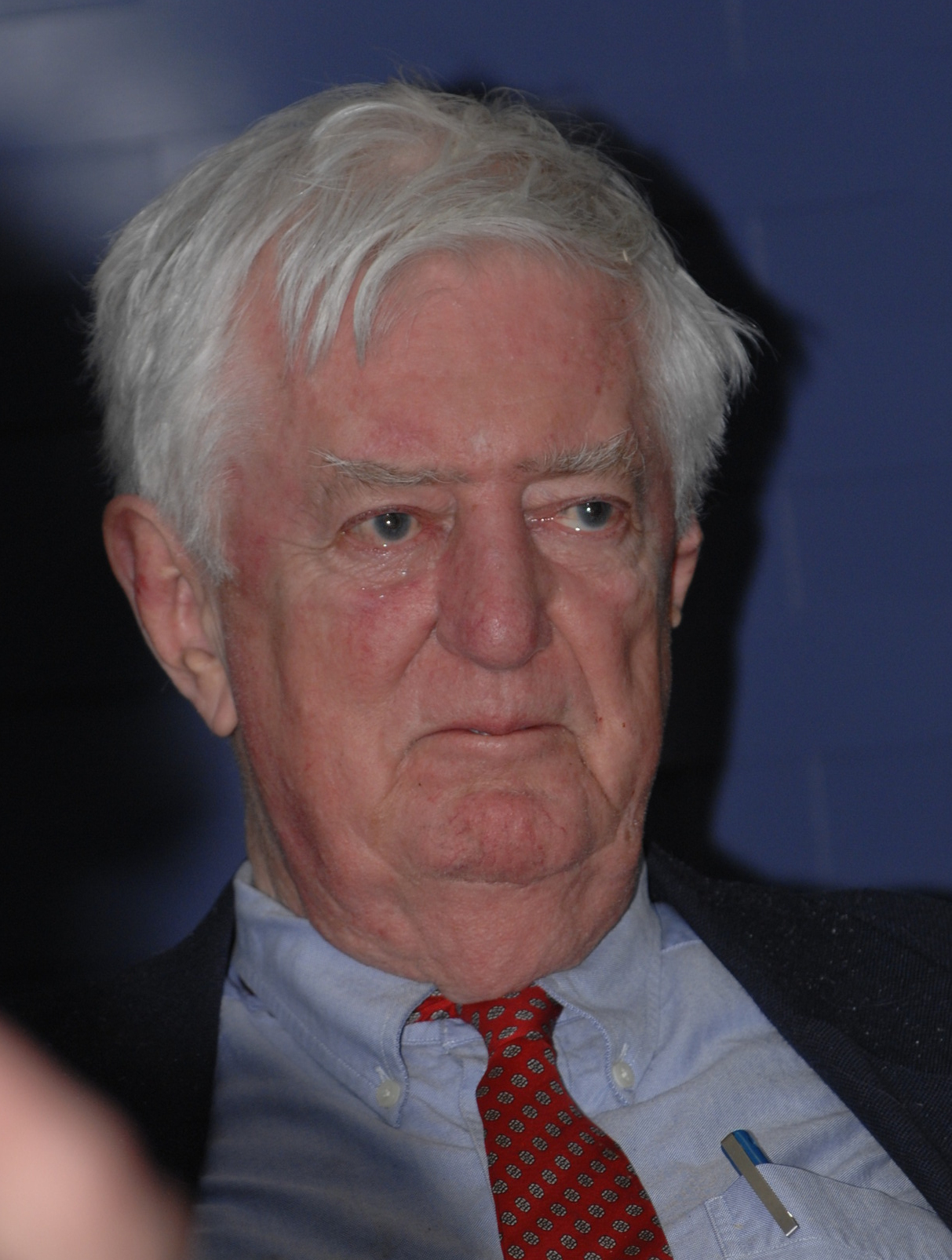
Oliver Selfridge

Oliver Gordon Selfridge, född 10 maj 1926, död 3 december 2008, var en pionjär inom artificiell intelligens.  Han publicerade vetenskapliga artiklar om neuronnät, mönsterigenkänning och maskininlärning. Selfridge läste på MIT och jobbade med Marvin Minsky.